# Édgar Cabrera
Édgar Manuel Cabrera Torres (La Masica, Atlántida, Honduras, 19 de mayo de 1994) es un futbolista hondureño. Juega de mediocampista y su equipo actual es el Victoria de la Liga Nacional de Honduras.

## Clubes
| Club     | País     | Año             |
| -------- | -------- | --------------- |
| Victoria | Honduras | 2014 - Presente |